# Abu Yazid
Abū Yazīd Mukhallad ibn Kayrād al-Nukkarī (in arabo أبو يزيد مخلد بن كيراد‎?; 873 – 19 agosto 947) è stato una personalità religiosa berbero e un agitatore politico e religioso di orientamento kharigita.
Soprannominato al-Dajjāl (l'Anticristo islamico) o Ṣāhib al-Ḥimār, "Quello dell'asino", fu un agitatore religioso berbero, di fede kharigita appartenente alla tribù dei Banu Ifran che guidò un'insurrezione che scosse profondamente il giovane potere fatimide in Ifriqiya a partire dal 944.
Abū Yazīd conquistò Qayrawan (attuale Tunisia), ma fu presto cacciato da questa "città santa" e infine sconfitto dall'Imam fatimide al-Mansur bi-llah.

## La rivolta
Il padre di Abū Yazīd, Kayrād, era un mercante trans-sahariano della regione ifriqiyana di Qastilia, dove nacque suo figlio. Questi crebbe a Tozeur e, giunto alla maggiore età, Mukhallad si spostò a Tahert, la capitale dell'Emirato kharigita dei Rustemidi e il principale centro delle attività religiose del kharigismo ibadita nel Maghreb, dove svolse l'attività di insegnante di materie religiose.
Fu da lui e dal suo nome che prese vita più tardi la variante kharigita della Nukkariyya, la più grande branca del sufrismo.
Nel 909 gli sciiti-ismailiti Fatimidi abbatterono i Rustemidi e subito dopo lo staterello sufrita di Sijilmassa, più a ovest. Abū Yazīd si spostò allora a Tiqyus e avviò nel 928 un'azione sovversiva ai danni dei Fatimidi. Quando il loro primo Imam, Ubayd Allah al-Mahdi morì nel 944, Abū Yazīd lanciò una rivolta aperta nelle montagne dell'Aurès e definì sé stesso shaykh al-mu'minīn "sceicco dei credenti", cercando sostegno nella dinastia omayyade di al-Andalus, in base al principio che "un nemico del nemico è un amico".
All'avvio della sua rivolta, Abū Yazīd ricevette in dono un asino di manto grigio che egli prese a montare regolarmente, grazie al quale ricevette il soprannome di "Quello dell'asino". Abū Yazīd indossava abitualmente un corto mantello (jubba) di lana  e, grazie anche alla sua vita e alle sue vesti improntate alla frugalità, egli si guadagnò grande credibilità e un importante séguito tra i kharigiti di Tahert e Sijilmassa.
Abū Yazīd ebbe inizialmente un grande successo anche sul piano militare, costituendo il più preoccupante problema del giovane Imamato fatimide, tanto da invalidare le operazioni militari di Mahdia contro l'Egitto ikhshidide.

Conquistò infatti Baghaï, quindi Tébessa, Medjana (in arabo مجانة‎?, Majāna) e numerose altre città dell'attuale Tunisia, inclusa Béja, dove si dice avesse massacrato la popolazione civile, anche se occorre tener presente che simili atrocità sono di norma imputate all'avversario nelle guerre civili, trovando spesso un efficace altoparlante nella storiografia, fortemente incline a compiacere i vincitori, tant'è vero che la popolazione di Tunisi rovesciò il suo governatore e lasciò entrare in città Abū Yazīd.
Alla fine dell'anno, egli aveva conquistato Qayrawan e inflitto numerose disfatte alle forze armate fatimidi.
Nel 945, mentre Abū Yazīd assediava Susa, l'Imam Muhammad al-Qā'im morì e a lui succedette il figlio al-Mansur bi-llah. Sotto il nuovo Imam, le forze fatimidi ripresero morale e vigore, riuscendo dapprima a infrangere la stretta degli assedianti di Sūsa e in seguito a cacciare le forze di Abū Yazīd da Qayrawan nelle circostanti montagne dell'Aurès.
Nel 947, infine, i Fatimidi sgominarono i nemici nelle montagne della Kiyana, nelle cui vicinanze sorse più tardi la Qal'a dei Banu Hammad.
Abū Yazīd cadde in battaglia nell'agosto del 947. Il figlio Fadl guidò la resistenza per un paio di mesi nell'Aurès, finché non venne ucciso nel maggio o giugno del 948. Gli altri suoi figli si rifugiarono presso la corte del Califfato di Cordova.